# Карацев, Аслан Казбекович
Асла́н Казбе́кович Кара́цев (осет. Хъарацаты Хъазыбеджы фырт Аслан; род. 4 сентября 1993, Владикавказ, Северо-Осетинская АССР) — российский теннисист; первый в истории Открытой эры, вышедший в полуфинал на дебютном турнире Большого шлема (Открытый чемпионат Австралии 2021); серебряный призёр Олимпийских игр 2020 года в миксте; финалист одного турнира Большого шлема в миксте (Открытый чемпионат Франции-2021); победитель четырёх турниров ATP (из них три в одиночном разряде); обладатель Кубка Дэвиса и Кубка ATP 2021 года в составе сборной России.

## Биография
Родился 4 сентября 1993 года во Владикавказе. В 1996 приехал вместе с семьей в Израиль. Свободно говорит на иврите. В 7 лет стал бронзовым призёром чемпионата страны до 10 лет, в 8-11 лет был чемпионом Израиля, но из-за отсутствия финансирования покинул страну и вместе с отцом в 12 лет вернулся во Владикавказ, где с 12 до 15 лет тренировался вместе с отцом. В 15 лет переехал в Таганрог, где ему предложили финансирование тренировочного процесса и тренировок. Под руководством Александра Куприна Аслан становится 46-й ракеткой мира среди юношей в рейтинге ITF, лучшим юниором 2011 года в теннисной номинации «Русский Кубок», чемпионом России. Короткое время тренировался под руководством Андрея Кесарева. Мать и сестра остались в Израиле. У Карацева есть гражданство Израиля.
В 2013 году на Открытом чемпионате Санкт-Петербурга, получив уайлд-кард, впервые сыграл в основной сетке турнира серии ATP. В одиночке проиграл в первом круге входившему на тот момент в топ-20 мирового рейтинга соотечественнику Михаилу Южному 7:65, 2:6, 2:6. Также выступал в парном разряде c Дмитрием Турсуновым и добрался до полуфинала,
Вошёл в список кандидатов в основной состав сборной команды России по теннису на 2014 год.
В 2014 году успешно прошёл квалификацию на Кубке Кремля, но в первом же круге основной сетки уступил другому теннисисту, прошедшему квалификационный отбор, — литовцу Ричардасу Беранкису — 3:6, 4:6. Год закончил на 218-м месте мирового одиночного рейтинга.

### 2015: первые успехи на «челленджерах» и выигранный матч на турнирах ATP
По состоянию на 2015 год жил и тренировался в Германии.
В марте 2015 года в Казани выиграл свой первый «челленджер». В апреле в Батмане (Турция) выиграл свой первый «челленджер» в парном разряде.
В июле 2015 года завоевал две медали летней Универсиады: серебро в одиночном разряде (поражение в финале от 19-летнего южнокорейца Чон Хёна со счётом 6:1, 2:6, 0:6) и бронзу в миксте вместе с 18-летней Вероникой Кудерметовой (в полуфинале россияне проиграли чемпионский тай-брейк белорусской паре со счётом 18-20).

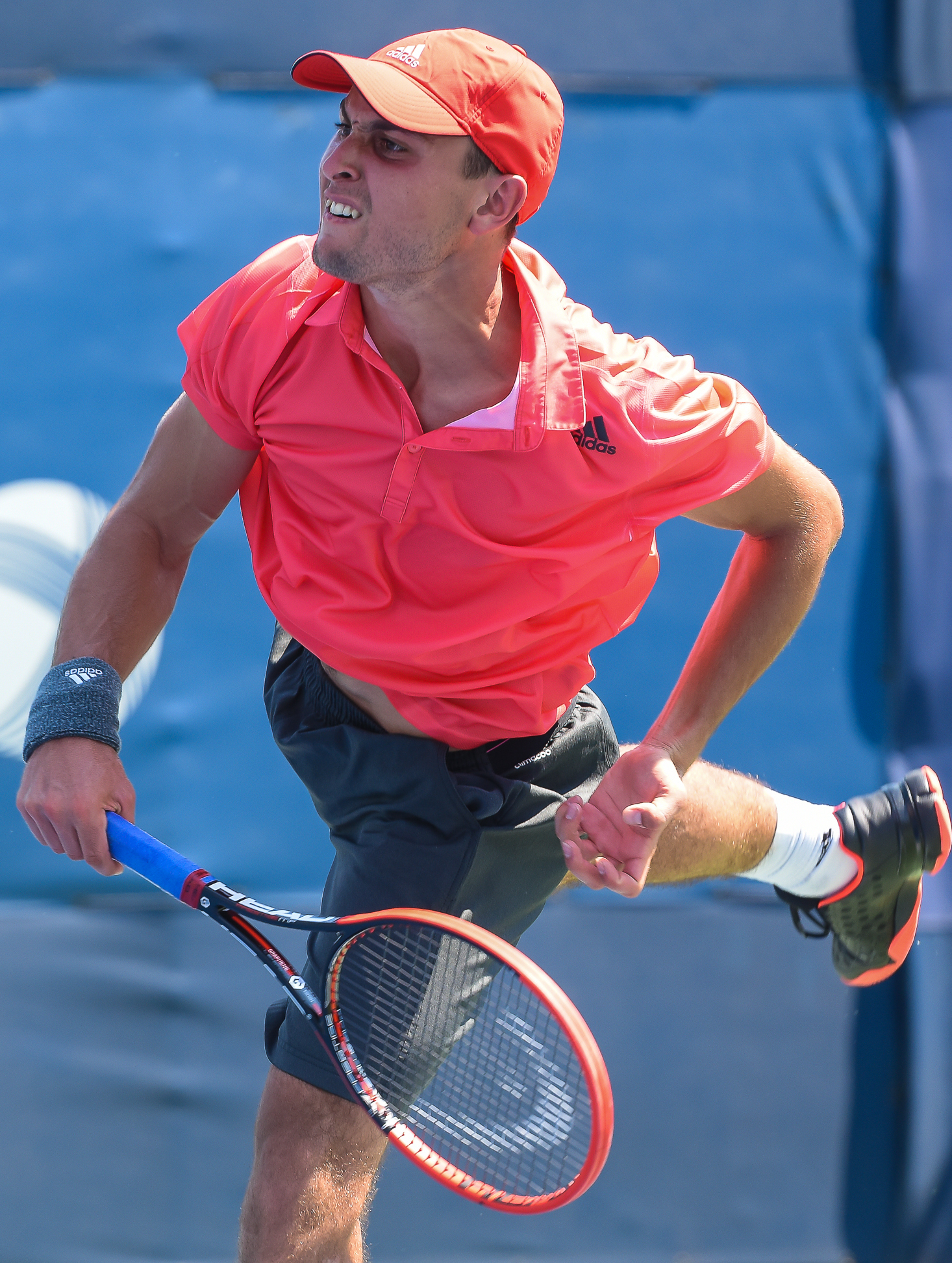
Карацев в матче квалификации Открытого чемпионата США против Тацумы Ито. 25 августа 2015 года

В августе достиг своей наивысшей на тот момент, 238-й, позиции в мировом парном рейтинге. В конце августа прошёл два круга квалификации на Открытом чемпионате США, но в решающем матче проиграл 35-летнему немцу Михаэлю Берреру (1:6, 3:6).
Осенью одержал свою первую победу в основной сетке одиночного разряда турнира серии ATP: Москве на Кубке Кремля Аслану противостоял Михаил Южный. Встреча закончилась со счётом 6:4, 6:4. Во втором круге проиграл Филиппу Кольшрайберу.
Год закончил на 195-м месте в одиночном разряде и 248-м в паре.

### 2016: дебют за сборную России в Кубке Дэвиса
В мае дошёл до третьего круга квалификации Открытого чемпионата Франции, где уступил испанцу Жорди Самперу Монтанье (2:6, 3:6).
В июле 2016 года в Москве в четвертьфинале группы I Европа/Африка сыграл один матч за Россию в Кубке Дэвиса. Был выставлен на ничего уже не решавшую последнюю одиночку при счёте 4-0 в пользу России и проиграл голландцу Матве Мидделкопу 6:4, 1:6, 4:6.
В октябре 2016 года успешно прошёл квалификацию Кубка Кремля. В первом круге основной сетки проиграл Евгению Донскому (3:6, 1:5, отказ).
Год закончил на 235-м месте в одиночном разряде и 618-м в паре.

### 2017—2019: чемпион Универсиады в паре, спад в одиночном разряде
28 августа 2017 года завоевал золото летней Универсиады в паре с Ричардом Музаевым. В пяти матчах турнира россияне проиграли только один сет — в финале британской паре. В одиночном разряде девятый сеяный Карацев проиграл уже во втором матче Энтони Джеки Тангу из Гонконга в двух сетах.
Той же осенью пара Карацев/Музаев получила уайлд-кард в основную сетку Кубка Кремля, но в первом же круге проиграла третьим сеяным Хуану-Себастьяну Кабалю и Денису Молчанову 6:7(4), 1:6.
К июлю того года Карацев вылетел из топ-500 мирового одиночного рейтинга, а ближе к концу 2017-го упал уже до 747-го места. Из-за резкого падения в рейтинге Аслан вновь играл на турнирах категории «фьючерс». Карацев в интервью «Спорт-Экспрессу» объяснил спад комплексом проблем: «У меня были разные проблемы, отсутствовали спонсоры, потом начались травмы, не было личного тренера. Я тренировался в хороших местах — в Германии или Барселоне, но люди, со мной работавшие, не подходили мне».
С 2019 года живёт и тренируется в Минске под руководством Егора Яцыка. Как рассказывает Карацев, с Яцыком у него возникло отличное взаимопонимание, что положительно сказалось на качестве подготовки к предстоявшему в 2020 году новому сезону.

### 2020: начало прорыва — два титула на «челленджерах»
В начале 2020 года вышел в финал «челленджера» в Бангкоке. Но весной все соревнования были прекращены в связи с пандемией коронавируса.
Во второй половине августа вышел в финал «челленджера» в Праге, где проиграл Стэну Вавринке — 6:7, 4:6. Затем остался в Праге на следующий «челленджер» и на этот раз завоевал главный трофей. Вавринка вышел на него в четвертьфинале, но отказался играть из-за травмы. Ещё через неделю Карацев выиграл «челленджер» в Остраве. Таким образом, на его счету стало уже три одиночных победы на «челленджерах».
В конце сентября в квалификации Открытого чемпионата Франции проиграл в третьем решающем матче 20-летнему американцу Себастьяну Корде (5:7, 2:6), который затем дошёл до 4-го круга основной сетки.
В октябре в первом круге Открытого чемпионата Санкт-Петербурга играл против американца Тенниса Сандгрена и одержал свою вторую победу (7:5, 3:6, 7:5) в основной сетке турниров серии ATP (первую за 4 года) и впервые обыграл теннисиста, входящего в топ-50 мирового рейтинга.
Год закончил на 112-м месте одиночного рейтинга.

### 2021: рекордный дебют на «мэйджорах», два титула ATP, победа над первой ракеткой мира, топ-20 рейтинга
В январе 2021 года прошёл квалификацию Открытого чемпионата Австралии (квалификационный отбор впервые в истории турниров Большого шлема проходил в Катаре из-за ограничений по Covid-19 в Австралии) и впервые в карьере пробился в основную сетку турнира «Большого шлема». В трёх матчах квалификации, где Карацев был посеян под третьим номером, он проиграл только один сет на тай-брейке 19-летнему американцу Брэндону Накашиме, остальные шесть партий выиграл со счётом 6:1 или 6:2. Ранее Карацев 9 раз играл в квалификациях турниров Большого шлема.
На командном Кубке ATP 2021 года выступал в составе сборной России. Играл парные матчи, уступив во всех из них, однако ни один из них не был решающим, так как Даниил Медведев и Андрей Рублёв выиграли все свои одиночные матчи. Сборная России стала победителем турнира.
В первом круге Открытого чемпионата Австралии обыграл итальянца Джанлуку Магера — 6:3, 6:3, 6:4, а во втором круге разгромил 79-ю ракетку мира белоруса Егора Герасимова — 6:0, 6:1, 6:0. В третьем круге сенсационно победил девятую ракетку мира аргентинца Диего Шварцмана — 6:3, 6:3, 6:3. Карацев в этом матче активно выиграл 50 мячей, а Шварцман только 5. Карацев также отыграл 10 из 11 брейк-пойнтов. В 1/8 финала победил 19-ю ракетку мира канадца Феликса Оже-Альяссима в пяти партиях — 3:6, 1:6, 6:3, 6:3, 6:4. В третьем, четвёртом и пятом сетах у Оже-Альяссима не было ни одного брейк-пойнта на подаче россиянина. Карацев стал первым с Уимблдонского турнира 1996 года теннисистом, дошедшим до четвертьфинала на дебютном турнире Большого шлема, и первым с 2011 года теннисистом, прошедшим квалификацию и дошедшим до этой стадии турнира Большого шлема. В четвертьфинале победил 21-ю ракетку мира и 18-го сеяного болгарина Григора Димитрова — 2:6, 6:4, 6:1, 6:2. Карацев стал первым в истории Открытой эры (с 1968 года) теннисистом, дошедшим до полуфинала на дебютном турнире Большого шлема. Игрок из квалификации последний раз доходил до этой стадии в 2000 году, когда это удалось белорусу Владимиру Волчкову на Уимблдоне. В полуфинале Карацев проиграл первой ракетке мира и 8-кратному победителю Открытого чемпионата Австралии Новаку Джоковичу со счётом 3:6, 4:6, 2:6. По итогам турнира Карацев вошёл в топ-50 мирового рейтинга. За один турнир 27-летний теннисист заработал больше призовых (850 тыс. австралийских долларов), чем за всю предыдущую карьеру.
Турнирный путь на Открытом чемпионате Австралии
Матчи квалификации проходили в Дохе, Катар
| Стадия         | Соперник (посев)         | Рейтинг | Счёт                    | Время матча |
| Квал. 1-й круг | Брэндон Накашима         | 133     | 6:2, 6:7(4:7), 6:2      | 2 ч 18 мин  |
| Квал. 2-й круг | Макс Парселл             | 237     | 6:1, 6:2                | 1 ч 3 мин   |
| Квал. 3-й круг | Александр Мюллер         | 210     | 6:2, 6:1                | 59 мин      |
| 1-й круг       | Джанлука Магер           | 96      | 6:3, 6:3, 6:4           | 1 ч 38 мин  |
| 2-й круг       | Егор Герасимов           | 79      | 6:0, 6:1, 6:0           | 1 ч 33 мин  |
| 3-й круг       | Диего Шварцман (8)       | 9       | 6:3, 6:3, 6:3           | 1 ч 52 мин  |
| 4-й круг       | Феликс Оже-Альяссим (20) | 19      | 3:6, 1:6, 6:3, 6:3, 6:4 | 3 ч 25 мин  |
| 1/4 финала     | Григор Димитров (18)     | 21      | 2:6, 6:4, 6:1, 6:2      | 2 ч 32 мин  |
| 1/2 финала     | Новак Джокович (1)       | 1       | 3:6, 4:6, 2:6           | 1 ч 53 мин  |

В марте на турнире в Дохе Аслан выиграл первый турнир уровня ATP в парном разряде с Андреем Рублёвым. В одиночном разряде в Дохе Аслан проиграл четвёртой ракетке мира Доминику Тиму — 7-6(7-5) 3-6 2-6. На следующей неделе Аслан впервые стал победителем турнира ATP 500 в Дубае. В полуфинале он обыграл восьмую ракетку мира Андрея Рублёва (6-2 4-6 6-4), а в финале разгромил южноафриканца Ллойда Харриса со счётом 6:3, 6:2. Сразу после этого Карацев в Майами впервые в карьере сыграл на турнире серии Мастерс — после сложного перелёта он сначала обыграл Михаила Кукушкина в двух сетах, но затем ничего не смог противопоставить Себастьяну Корде (3-6 0-6).
В апреле на грунтовом Мастерсе в Монте-Карло Карацев во втором круге проиграл пятой ракетке мира и будущему победителю турнира Стефаносу Циципасу (3-6 4-6). На турнире серии ATP 250 в Белграде в полуфинале Аслан впервые в карьере обыграл первую ракетку мира Новака Джоковича — 7-5 4-6 6-4. В драматичном матче, который продолжался 3 часа и 25 минут, россиянин взял реванш за поражение в Австралии. Карацев отыграл 23 из 28 брейк-пойнтов (82 %), а сам реализовал 6 из 16. В финале россиянин уступил 10-й ракетке мира итальянцу Маттео Берреттини за 2 часа и 27 минут со счётом 1-6 6-3 6-7(0-7). На первой подаче соперника Аслан смог выиграть только 19 % очков.
В начале мая на турнире серии Мастерс в Мадриде Карацев второй раз в сезоне обыграл Диего Шварцмана (2-6 6-4 6-1), но затем достаточно неожиданно уступил 44-й ракетке мира Александру Бублику из Казахстана (4-6 3-6), сумев за матч реализовать только 1 брейк-пойнт из 8. На турнире серии Мастерс в Риме Аслан во втором круге уверенно обыграл вторую ракетку мира Даниила Медведева со счётом 6-2 6-4, но затем уступил американце Рейлли Опелке — 6-7(6-8) 4-6. Опелка за матч сделал 18 эйсов и отыграл оба брейк-пойнта на своей подаче. В середине мая Карацев поднялся на высшее в карьере 25-е место в рейтинге.

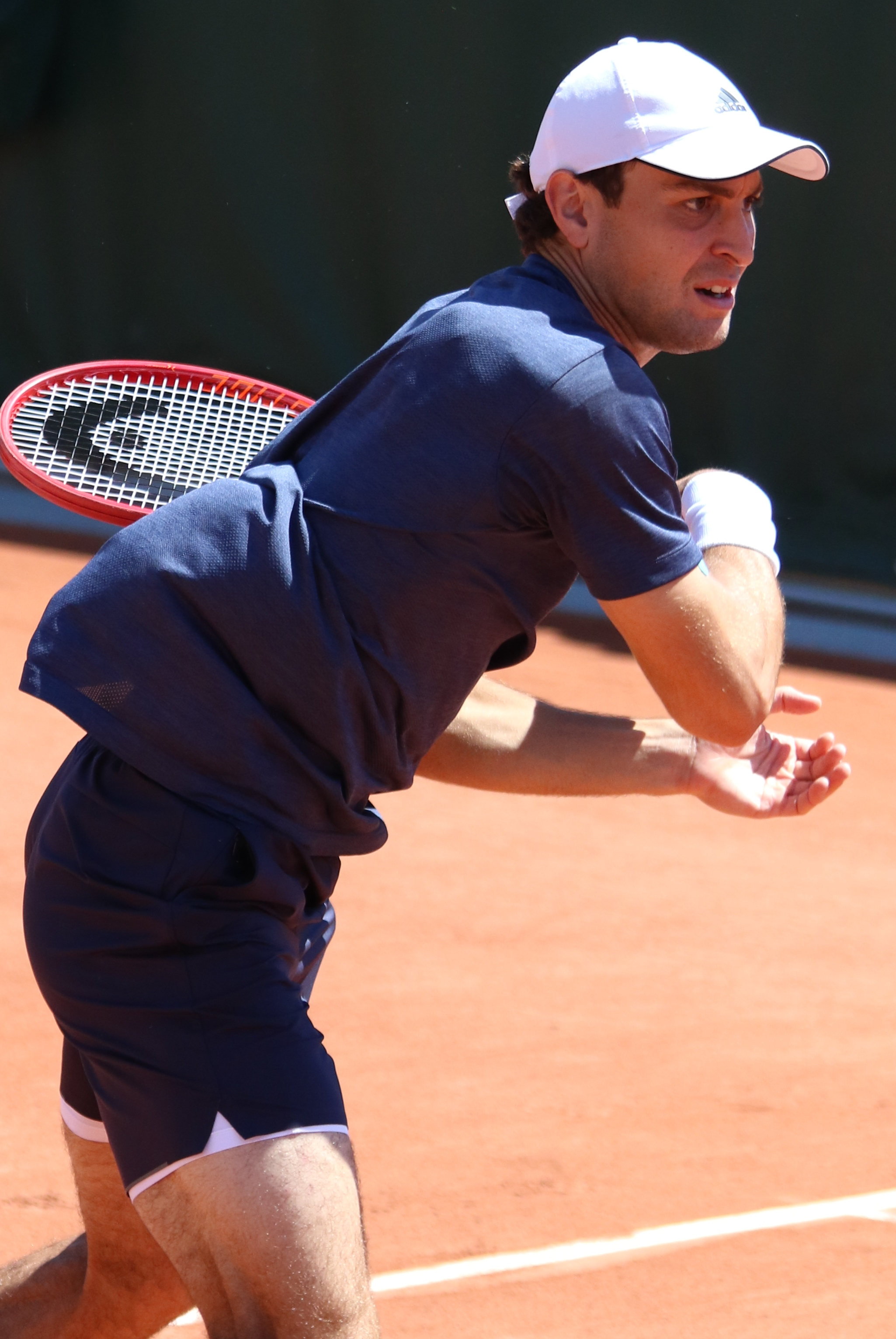
Карацев на Открытом чемпионате Франции 2021 года

1 июня 2021 года, впервые в карьере принимая участие в основной сетке Открытого чемпионата Франции, Карацев, посеянный под 24-м номером, в первом круге обыграл американца Дженсона Бруксби со счётом 6-3 6-4 6-4. Во втором круге Аслан неожиданно проиграл 37-летнему Филиппу Кольшрайберу — 3-6 6-7(4-7) 6-4 1-6. Оба игрока достаточно уверенно играли на своей подаче, выиграв более 70 % мячей. Немец реализовал за матч все три свои брейк-пойнта, а Карацев только 1 из 5. Одним из ключевых моментов матча стал 12-й гейм второй партии, в котором Кольшрайбер отыграл два сет-пойнта на своей подаче. Карацев за матч активно выиграл 43 мяча (из 110 своих выигранных очков) и допустил 39 невынужденных ошибок. В миксте с Еленой Весниной Карацев дошёл до финала «Ролан Гаррос», где россияне уступили паре Джо Солсбери и Дезире Кравчик со счётом 6-2 4-6 [5-10], хотя вели 6-2 4-3.
На Уимблдонском турнире Карацев был посеян под 20-м номером, но уже в первом круге уступил опытному французу Жереми Шарди в трёх сетах.
На Олимпийских играх в Токио Карацев в одиночном разряде сначала уверенно обыграл американца Томми Пола, но затем, как и на Уимблдоне, уступил Жереми Шарди (5-7 6-4 3-6). В мужском парном разряде Карацев играл вместе с Даниилом Медведевым, но россияне уже в первом матче уступили словацкой паре. Зато в смешанном парном разряде Карацев вместе с Еленой Весниной уже в первом круге обыграли первую сеянную пару Кристина Младенович / Николя Маю из Франции, а затем выиграли ещё два матча и вышли в финал. В решающем матче против Анастасии Павлюченковой и Андрея Рублёва Веснина и Карацев вели на супертай-брейке 7-4, затем имели матчбол при счёте 10-9, но в итоге уступили со счётом 3-6 7-6(7-5) [11-13].
В августе на Мастерсах в Торонто и Цинциннати Аслан проигрывал уже в первом круге, при чём в Канаде уступил Карену Хачанову. На Открытом чемпионате США Карацев в первом круге в 4 сетах обыграл Хауме Мунара, а во втором круге сумел отыграть два матчбола у австралийца Джордана Томпсона и победить со счётом 3-6 3-6 7-5 7-6(11-9) 6-1. В третьем круге Карацев достаточно неожиданно уступил 99-й ракетке мира американцу Дженсону Бруксби, хотя вёл 2-1 по партиям.
Осенью вместе с Андреем Рублёвым Аслан дошёл до финала в парном разряде на Мастерсе в Индиан-Уэллсе, где россияне уступили Филипу Полашеку и Джону Пирсу в двух сетах. В одиночном разряде в Индиан-Уэллсе Карацев обыграл Дениса Шаповалова (7-5 6-2), но затем без особой борьбу уступил поляку Хуберту Хуркачу (1-6 3-6).
В октябре Карацев выиграл второй в карьере турнир ATP в одиночном разряде, победив на Кубке Кремля. Аслан последовательно обыграл в двух сетах Егора Герасимова, Жиля Симона, Карена Хачанова и Марина Чилича. По итогам турнира Аслан впервые в карьере вошёл в топ-20 мирового рейтинга, поднявшись на 19-ю строчку.

### 2022: титул ATP 250 в Сиднее, вылет из топ-50

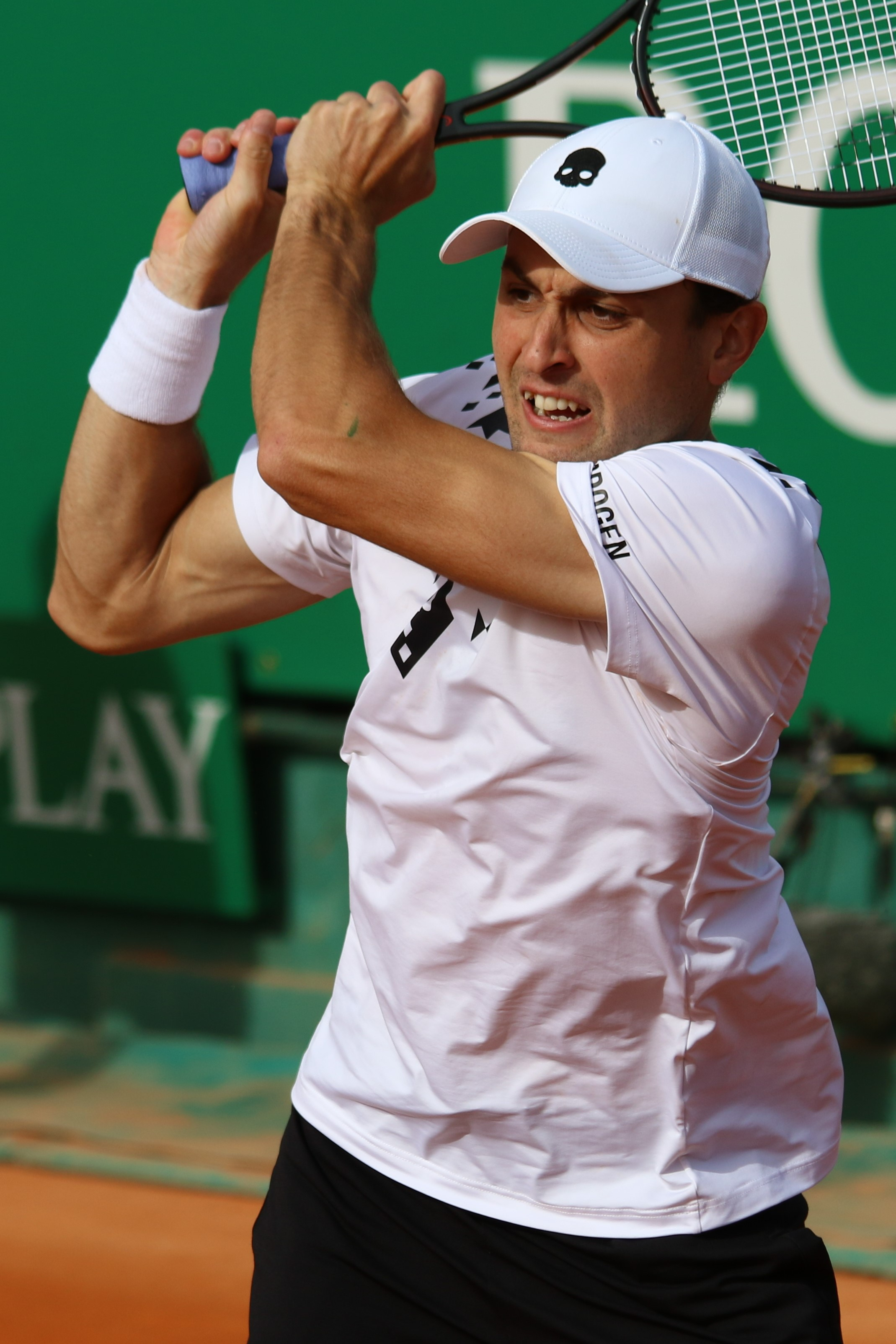
Апрель 2022 года

В январе принял участие в турнире ATP 250 в Сиднее, где в финале победил Энди Маррея (6-3 6-3).
На Открытом чемпионате Австралии закончил выступление в третьем раунде, проиграв в 4 сетах Адриану Маннарино. 7 февраля 2022 года поднялся на высшее в карьере 14-е место в рейтинге.
После Открытого чемпионата Австралии последовала неудачная серия в первой половине сезона: на 11 турнирах ATP до начала «Ролан Гаррос» Карацев сумел выиграть всего три матча при 11 поражениях. На Открытом чемпионате Франции Карацев уже в первом круге уступил 154-й ракетке мира Камило Уго Карабелли. В этом матче был сыгран первый в истории турнира тай-брейк в пятом сете, его выиграл Карабелли со счётом 10-5.
Пропустил Уимблдон, так как российские игроки не были допущены до турнира из-за вторжения России на Украину.
В июле на турнире ATP 250 в шведском Бостаде впервые с начала сезона сумел выиграть два матча подряд, но в 1/4 финала уступил аргентинцу Франсиско Серундоло. Ему же Карацев проиграл через неделю в четвертьфинале турнира ATP 500 в Гамбурге. За этим последовали ещё три поражения в первых матчах на турнирах в Австрии и Северной Америке.
На Открытом чемпионате США Карацев уже в первом круге в пяти сетах уступил итальянскому ветерану Фабио Фоньини — 6-1 7-5 4-6 1-6 4-6.
После Открытого чемпионата США на осенних турнирах Карацев выиграл только 4 матча при 7 поражениях. В конце года выпал из топ-50 рейтинга, завершив сезон на 59-й строчке.

### 2023: полуфинал Мастерса в Мадриде, финал ATP 500 в Токио

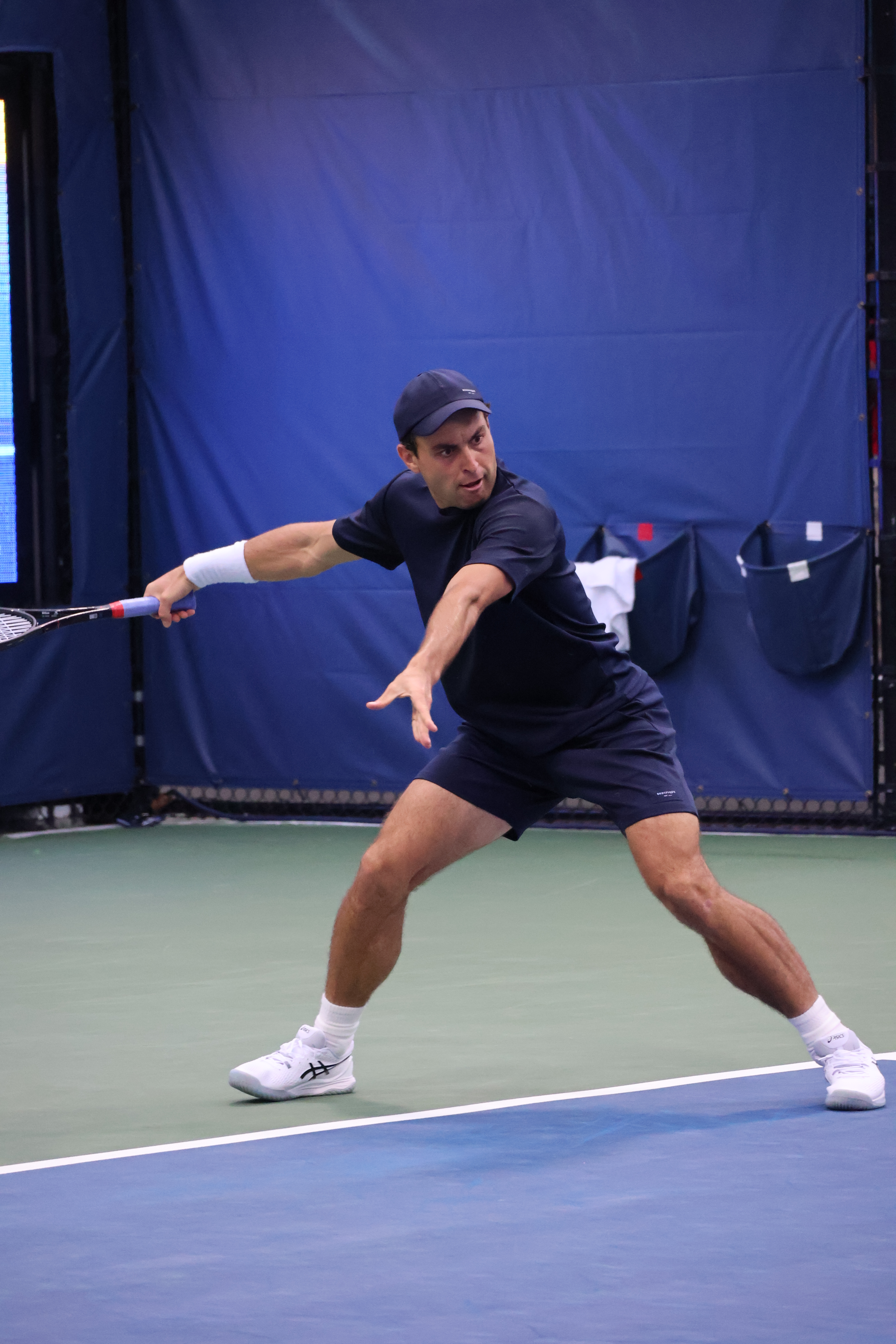
Карацев на Открытом чемпионате США 2023 года

В начале января дошёл до полуфинала турнира ATP 250 на харде в индийской Пуне, где в двух сетах уступил Таллону Грикспору. На Открытом чемпионате Австралии в первом круге в трёх сетах проиграл Григору Димитрову.
В мае на турнире в Мадриде впервые в карьере вышел в полуфинал Мастерса. Карацев сначала прошёл квалификацию, а затем последовательно одолел Ласло Дьёре, Ботика ван де Зандсхюлпа, Алекса де Минора, Даниила Медведева и Чжана Чжичжэня. Победа над третьей ракеткой мира Медведевым стала для Карацева первой победой над игроком топ-10 с мая 2021 года. В полуфинале Карацев проиграл 65-й ракетке мира Яну-Леннарду Штруффу — 6-4 3-6 4-6. При этом Карацев ранее обыграл Штруффа в последнем раунде квалификации этого турнира (Штруфф затем был допущен в основную сетку как «лаки-лузер»). Благодаря успешному выступлению в Мадриде поднялся со 121-го на 62-е место в рейтинге.
На Открытом чемпионате Франции вынужден был играть в квалификации (участники основной сетки определялись ещё до успешного выступления Карацева в Мадриде), которую уверенно прошёл. В основной сетке дошёл до второго круга, где в 4 сетах проиграл 12-й ракетке мира Фрэнсису Тиафо — 6-3 3-6 5-7 2-6.
На Уимблдоне во втором круге уступил седьмой ракетке мира Андрею Рублёву в 4 сетах.
На Открытом чемпионате США в первом круге обыграл молодого чеха Иржи Легечку в трёх сетах (6-3 6-3 6-3), а затем победил Роберто Карбальеса Баэну в 4 сетах. В третьем круге Карацев уступил Бену Шелтону (4-6 6-3 2-6 0-6).
В конце сентября дошёл до полуфинала турнира ATP 250 в китайском Чжухае, где проиграл Ёсихито Нисиоке. В октябре в Токио впервые с января 2022 года вышел в финал турнира ATP. По ходу турнира серии ATP 500 Карацев обыграл в двух сетах 14-ю ракетку мира Фрэнсиса Тиафо и 13-ю ракетку мира Алекса де Минора. В финале Карацев, как и на US Open, проиграл Бену Шелтону (5-7 1-6). По итогам турнира Карацев поднялся на 37-ю строчку рейтинга, вернувшись в топ-40 впервые с октября 2022 года. Завершил сезон на 35-м месте в рейтинге.

### 2024: травма в начале года
2 января на турнире ATP 250 в Брисбене в матче первого круга против Джейсона Кублера Карацев получил тяжёлую травму колена. В середине января Карацеву сделали операцию в Германии, срок восстановления мог составить до полугода. На момент травмы Карацев занимал 35-е место в рейтинге.
Вернулся на корты в конце апреля, на турнире серии Masters 1000 в Мадриде уступил в первом матче Фабиану Марожану на двух тай-брейках. Вслед за этим на турнире серии Masters 1000 в Риме обыграл в первом круге Маккензи Макдональда (3-6 6-3 6-4), а затем проиграл 16-й ракетке мира Томми Полу в двух сетах.
На Открытом чемпионате Франции проиграл в первом круге Александру Шевченко из Казахстана со счётом 4-6 6-4 6-1 1-6 4-6.
На Уимблдоне в первом круге встретился с Кареном Хачановым. Карацев отказался от продолжения матча в 4-м сете, уступая 3-6 7-6(7-4) 6-7(11-13) 0-2. Причиной стала травма колена, полученная в концовке третьего сета.
В конце июля на турнире ATP 250 в Атланте обыграл в первом круге Билли Харриса, а затем уступил Фрэнсису Тиафо со счётом 4-6 6-3 3-6. На турнире серии Masters в Монреале в первом круге проиграл испанскому ветерану Роберто Баутисте Агуту со счётом 6-3 5-7 2-6.
На Открытом чемпионате США был вынужден играть в квалификации, где был посеян под третьим номером и уступил в последнем раунде Бу Юньчаокэтэ (6-1 3-6 4-6).
В середине октября на турнире ATP 250 в Алма-Ате в зале смог пройти квалификацию и выиграл в первом раунде у 46-й ракетки мира Чжан Чжичжэня. Во втором круге проиграл Александру Шевченко в трёх сетах. В конце октября на «челленджере» в Братиславе проиграл в 1/4 финала Роману Сафиуллину. Завершил сезон на 287-м месте в рейтинге.

### 2025
В начале года выиграл «челленджер» в Таиланде, не проиграв ни одного сета в 5 матчах. Для Карацева это был 4-й в карьере титул на «челленджерах» и первый с сентября 2020 года. В квалификации Открытого чемпионата Австралии не выступал из-за низкого рейтинга.
В начале марта в Греции дошёл до 1/4 финала одного челленджера, а на следующей неделе — до 1/2 финала другого. Благодаря этому вернулся в топ-200 рейтинга.
Весной на грунтовых «челленджерах» в Марокко, Чехии и Италии выступил неудачно, ни разу не пройдя дальше второго круга.

## Рейтинг на конец года
| Год  | Одиночный рейтинг | Парный рейтинг |
| ---- | ----------------- | -------------- |
| 2024 | 287               | 484            |
| 2023 | 35                | —              |
| 2022 | 59                | 176            |
| 2021 | 18                | 91             |
| 2020 | 112               | 422            |
| 2019 | 289               | 408            |
| 2018 | 485               | 777            |
| 2017 | 621               | 728            |
| 2016 | 235               | 618            |
| 2015 | 195               | 248            |
| 2014 | 218               | 441            |
| 2013 | 292               | 402            |
| 2012 | 721               | 611            |
| 2011 | 1730              |                |

## Выступления на турнирах

### Финалы турнировATPв одиночном разряде (5)

#### Победы (3)
| Легенда                     |
| --------------------------- |
| Турниры Большого шлема (0)* |
| Итоговый турнир ATP (0)     |
| ATP Мастерс 1000 (0)        |
| АТР 500 (1)                 |
| АТР 250 (2+1)               |

| Титулы по покрытиям | Титулы по месту проведения матчей турнира |
| ------------------- | ----------------------------------------- |
| Хард (3+1)*         | Зал (1)                                   |
| Грунт (0)           | Зал (1)                                   |
| Трава (0)           | Открытый воздух (2+1)                     |
| Ковёр (0)           | Открытый воздух (2+1)                     |

* количество побед в одиночном разряде + количество побед в парном разряде.
| №  | Дата            | Турнир            | Покрытие   | Соперник в финале | Счёт    |
| 1. | 20 марта 2021   | Дубай, ОАЭ        | Хард       | Ллойд Харрис      | 6-3 6-2 |
| 2. | 24 октября 2021 | Москва, Россия    | Хард (зал) | Марин Чилич       | 6-2 6-4 |
| 3. | 15 января 2022  | Сидней, Австралия | Хард       | Энди Маррей       | 6-3 6-3 |

#### Поражения (2)
| №  | Дата            | Турнир          | Покрытие | Соперник в финале | Счёт           |
| 1. | 25 апреля 2021  | Белград, Сербия | Грунт    | Маттео Берреттини | 1-6 6-3 6-7(0) |
| 2. | 22 октября 2023 | Токио, Япония   | Хард     | Бен Шелтон        | 5-7 1-6        |

### Финалы челленджеров и фьючерсов в одиночном разряде (22)

#### Победы (14)
| Условные обозначения |
| Челленджеры (4+1)*   |
| Фьючерсы (10+3)      |

| Титулы по покрытиям | Титулы по месту проведения матчей турнира |
| ------------------- | ----------------------------------------- |
| Хард (10+1)*        | Зал (1)                                   |
| Грунт (4+3)         | Зал (1)                                   |
| Трава (0)           | Открытый воздух (13+4)                    |
| Ковёр (0)           | Открытый воздух (13+4)                    |

* количество побед в одиночном разряде + количество побед в парном разряде.
| №   | Дата            | Турнир               | Покрытие   | Соперник в финале  | Счёт           |
| 1.  | 26 мая 2013     | Казань, Россия       | Грунт      | Артём Смирнов      | 6-4 6-4        |
| 2.  | 1 июня 2013     | Москва, Россия       | Хард       | Виктор Балуда      | 4-6 6-2 6-2    |
| 3.  | 23 июня 2013    | Шарм-эш-Шейх, Египет | Грунт      | Карим Хоссам       | 6-4 7-5        |
| 4.  | 22 марта 2015   | Казань, Россия       | Хард (зал) | Константин Кравчук | 6-4 4-6 6-3    |
| 5.  | 17 декабря 2017 | Доха, Катар          | Хард       | Беньямин Хассан    | 6-4 6-0        |
| 6.  | 21 января 2018  | Шарм-эш-Шейх, Египет | Хард       | Янник Мертенс      | 6-1 6-2        |
| 7.  | 28 января 2018  | Шарм-эш-Шейх, Египет | Хард       | Артём Смирнов      | 6-3 6-2        |
| 8.  | 15 июля 2018    | Аяччо, Франция       | Хард       | Реми Бутилье       | 7-6(6) 4-6 6-3 |
| 9.  | 25 ноября 2018  | Монастир, Тунис      | Хард       | Иван Гахов         | 6-4 6-3        |
| 10. | 2 декабря 2018  | Монастир, Тунис      | Хард       | Александр Мюллер   | 6-4 4-6 6-1    |
| 11. | 22 декабря 2019 | Доха, Катар          | Хард       | Александр Бакши    | 3-6 6-2 6-2    |
| 12. | 30 августа 2020 | Прага, Чехия         | Грунт      | Таллон Грикспор    | 6-4 7-6(6)     |
| 13. | 6 сентября 2020 | Острава, Чехия       | Грунт      | Оскар Отте         | 6-4 6-2        |
| 14. | 4 января 2025   | Нонтхабури, Таиланд  | Хард       | Грегуар Баррер     | 7-6(5) 7-5     |

#### Поражения (8)
| №  | Дата            | Турнир                    | Покрытие   | Соперник в финале | Счёт              |
| 1. | 18 мая 2014     | Самарканд, Узбекистан     | Грунт      | Фаррух Дустов     | 6-7(4) 1-6        |
| 2. | 20 июля 2014    | Сен-Жерве-ле-Бен, Франция | Грунт      | Мартин Вайсс      | 3-6 3-6           |
| 3. | 20 марта 2016   | Казань, Россия            | Хард (зал) | Тобиас Камке      | 4-6 2-6           |
| 4. | 24 июля 2016    | Тампере, Финляндия        | Грунт      | Киммер Коппеянс   | 4-6 6-3 5-7       |
| 5. | 9 декабря 2018  | Доха, Катар               | Хард       | Гонсалу Оливейра  | 3-6 5-7           |
| 6. | 23 декабря 2018 | Доха, Катар               | Хард       | Лоренцо Фриджерио | 6-2 4-6 5-7       |
| 7. | 19 января 2020  | Бангкок, Таиланд          | Хард       | Аттила Балаж      | 6-7(5) 6-0 6-7(6) |
| 8. | 23 августа 2020 | Прага, Чехия              | Грунт      | Стэн Вавринка     | 6-7(2) 4-6        |

### Финалы турнировATPв парном разряде (2)

#### Победы (1)
| №  | Дата          | Турнир      | Покрытие | Партнёр       | Соперники в финале            | Счёт    |
| 1. | 12 марта 2021 | Доха, Катар | Хард     | Андрей Рублёв | Маркус Дэниэлл Филипп Освальд | 7-5 6-4 |

#### Поражения (1)
| №  | Дата            | Турнир           | Покрытие | Партнёр       | Соперники в финале      | Счёт       |
| 1. | 16 октября 2021 | Индиан-Уэлс, США | Хард     | Андрей Рублёв | Джон Пирс Филип Полашек | 3-6 6-7(5) |

### Финалы челленджеров и фьючерсов в парном разряде (8)

#### Победы (4)
| №  | Дата            | Турнир           | Покрытие | Партнёр             | Соперники в финале                  | Счёт              |
| 1. | 8 сентября 2013 | Таганрог, Россия | Грунт    | Михаил Вакс         | Иван Аниканов Владимир Крюк         | 3-6 7-5 [10-5]    |
| 2. | 8 июня 2014     | Москва, Россия   | Грунт    | Ричард Музаев       | Евгений Елистратов Владимир Поляков | 6-2 6-3           |
| 3. | 12 апреля 2015  | Батман, Турция   | Хард     | Ярослав Шило        | Майкл Винус Мате Павич              | 7-6(4) 4-6 [10-5] |
| 4. | 13 мая 2018     | Анталья, Турция  | Грунт    | Александр Боборыкин | Разван Кодеску Дан Томеску          | 6-4 6-3           |

#### Поражения (4)
| №  | Дата            | Турнир                  | Покрытие | Партнёр               | Соперники в финале                | Счёт              |
| 1. | 26 августа 2012 | Всеволожск, Россия      | Грунт    | Виталий Решетников    | Виталий Качановский Ричард Музаев | 2-6 3-6           |
| 2. | 7 сентября 2014 | Брашов, Румыния         | Грунт    | Валерий Руднев        | Даниэле Джорджини Адриан Унгур    | 6-4 6-7(4) [1-10] |
| 3. | 26 июля 2015    | Схевенинген, Нидерланды | Грунт    | Андрей Кузнецов       | Ариэль Беар Эдуардо Дишингер      | Без игры          |
| 4. | 17 декабря 2017 | Доха, Катар             | Хард     | Фран Звонимир Жгомбич | Туна Алтуна Маркус Эрикссон       | 1-6 2-6           |

### Финалы турниров Большого шлема в смешанном парном разряде (1)

#### Поражения (1)
| №  | Год  | Турнир                     | Покрытие | Партнёр       | Соперники в финале          | Счёт           |
| 1. | 2021 | Открытый чемпионат Франции | Грунт    | Елена Веснина | Дезире Кравчик Джо Солсбери | 6-2 4-6 [5-10] |

### Финалы Олимпийских турниров в смешанном парном разряде (1)

#### Поражения (1)
| №  | Год  | Турнир        | Покрытие | Партнёр       | Соперники в финале                   | Счёт               |
| 1. | 2021 | Токио, Япония | Хард     | Елена Веснина | Анастасия Павлюченкова Андрей Рублёв | 3-6 7-6(5) [11-13] |

### Финалы командных турниров (2)

#### Победы (2)
| №  | Год  | Турнир       | Команда                                                      | Соперник в финале                                         | Счёт |
| 1. | 2021 | Кубок ATP    | Россия · Е.Донской, А.Карацев, Д.Медведев, А.Рублёв          | Италия · М.Берреттини, С.Болелли, А.Вавассори, Ф.Фоньини  | 2—0  |
| 2. | 2021 | Кубок Дэвиса | Россия Е.Донской, А.Карацев, Д.Медведев, А.Рублёв, К.Хачанов | Хорватия Б.Гойо, Н.Мектич, М.Павич, Н.Сердарушич, М.Чилич | 2—0  |

## Награды
- Заслуженный мастер спорта России (2021)[43].
- Медаль ордена «За заслуги перед Отечеством» I степени (11 августа 2021 года) — за большой вклад в развитие отечественного спорта, высокие спортивные достижения, волю к победе, стойкость и целеустремленность, проявленные на Играх XXXII Олимпиады 2020 года в городе Токио (Япония)[44].
- Орден Дружбы (16 августа 2021 года, Южная Осетия) — за большой личный вклад в развитие отечественного и мирового спорта, выдающиеся достижения на ХХХII летних Олимпийских играх в Токио 2020[45].